# Splijtstofbassin

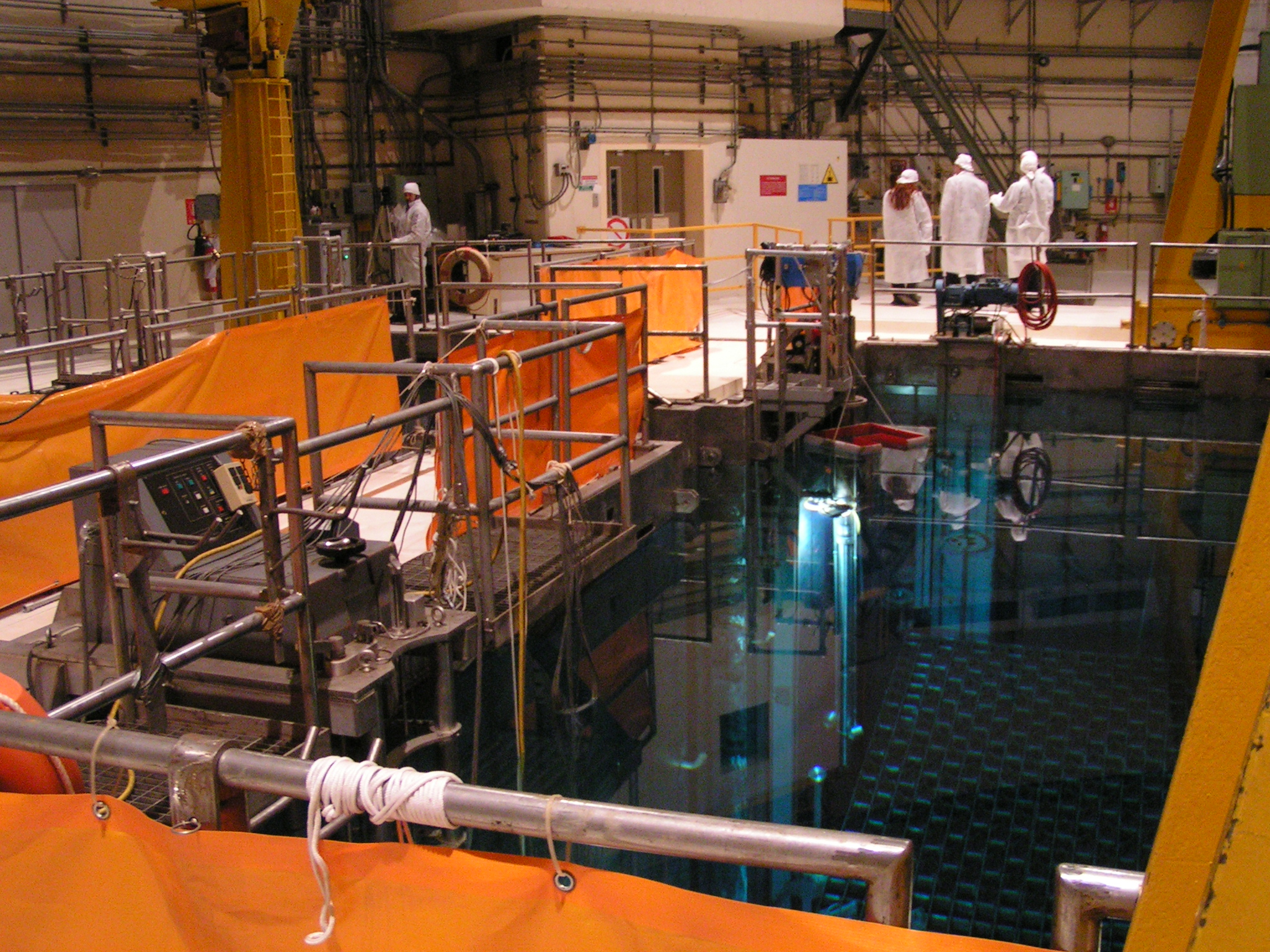
Het splijtstofbassin van de kerncentrale Caorso in Italië.

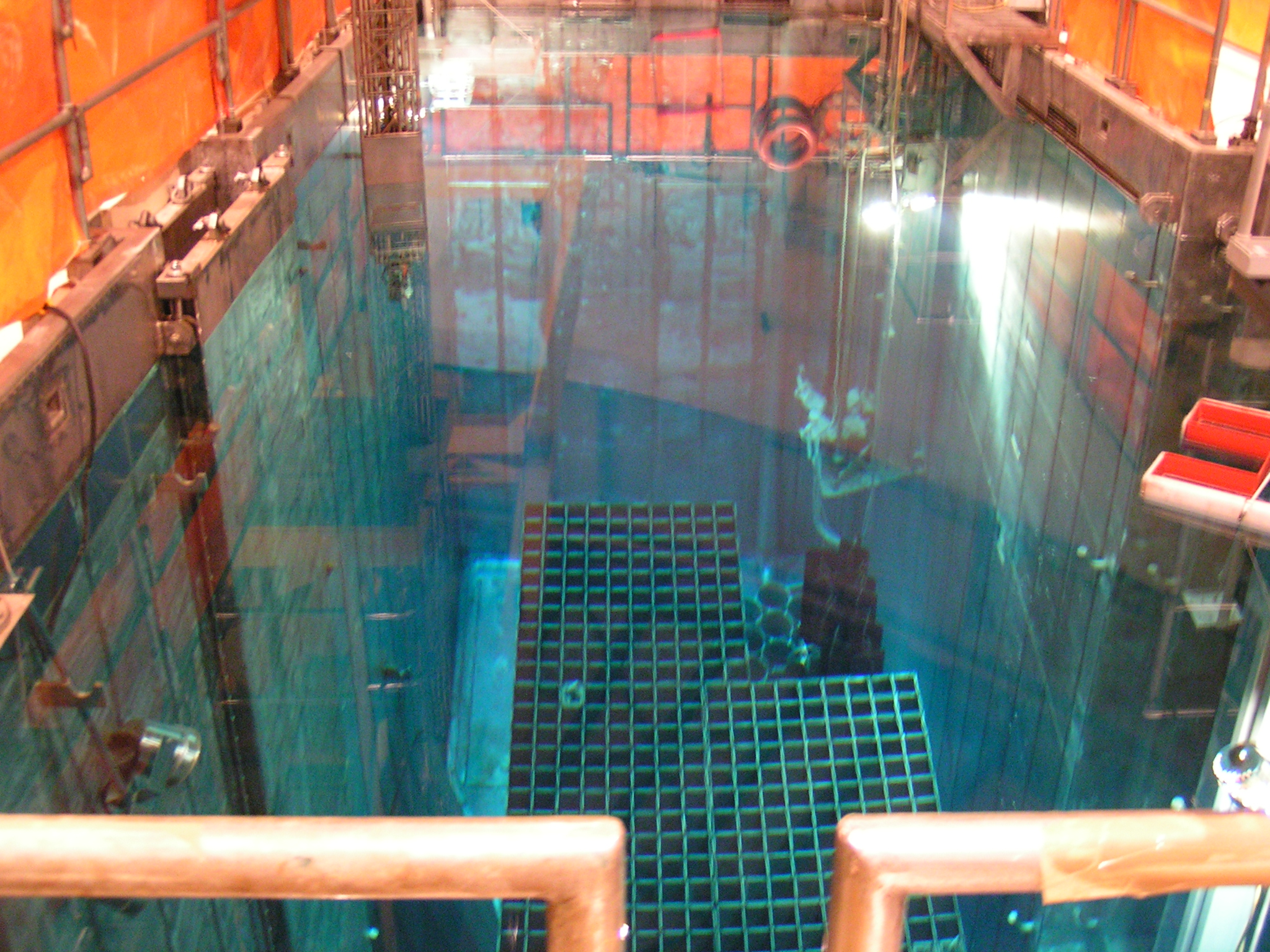
Het splijtstofbassin van de kerncentrale Caorso in Italië.

Een splijtstofbassin of opslagbassin voor afgewerkte splijtstofelementen is een tijdelijke opslagvoorziening voor verbruikte nucleaire brandstof die uit een kernreactor komt, bijvoorbeeld in een kerncentrale. De splijtstofstaven genereren na hun werkzame periode in de reactor nog een aanzienlijke hoeveelheid warmte en ioniserende straling als gevolg van radioactief verval. Het water in het bassin zorgt voor koeling en afscherming tegen de straling.
Het bassin, gevuld met water, bevindt zich meestal in de nabijheid van de kernreactor en is doorgaans ongeveer 12 meter diep. In principe is slechts een diepte van ongeveer 2,5 meter nodig, maar een diepte van 12 meter staat een makkelijkere verplaatsing van de staven toe zonder dat aanvullende afscherming voor het bedienend personeel nodig is.